# Гармония
Гармо́ния (др.-греч. ἁρμονία, лат. harmonia — связь, соединение, соответствие, соотношение, от др.-греч. ἁρμόζω — прилаживать, подгонять, а также лат. coaptatio, convenientia) в философско-эстетическом смысле — согласование разнородных и даже противоположных (конфликтных) элементов, слаженность целого, рождающаяся от сочетания противоположных по качеству сущностей (например, в музыке — консонанса и диссонанса). Противоположность хаоса.

## Определения гармонии
В науке XX и начала XXI веков регистрируются разные определения гармонии. Согласно философу А. Ф. Лосеву, гармония — «соразмерность частей целого, слияние различных компонентов объекта в единое органическое целое». Согласно искусствоведу В. Г. Власову, гармония — «категория, означающая целостность, согласованность, закономерную связанность всех частей и элементов формы», — качества, вызывающие чувственные, эстетически положительные реакции. 

## Европейское учение о гармонии
Слово «гармония» встречается в гомеровских «Илиаде» и «Одиссее». 
Философская трактовка гармонии (без самого слова «гармония») у греков впервые отмечается у Гераклита (первая половина V века до н. э.):

Слоги: звонкие и незвонкие [буквы], согласное разногласное, созвучное несозвучное, из всех — одно, из одного — всё.— Гераклит. О природе
Автор трактата «О мире», известный как Псевдо-Аристотель (I век до н. э.), опираясь на Гераклита, находил согласие противоположностей во всех природных сущностях, в деятельности (занятиях, «искусстве») человека и в самой Вселенной:

… природа влекома к противоположностям, и из них, а не из подобного, образует согласное (др.-греч. τὸ σύμφωνον). Так, она свела мужчину с женщиной, а не с однополым существом (равно как и женщину) и сочетала первое согласие из противоположных, а не подобных друг другу существ. Похоже, что и искусство (др.-греч. τέχνη), подражая природе, делает то же самое. Живопись, смешивая белые и чёрные, жёлтые и красные краски, создаёт изображения, соответствующие оригиналам. Музыка, смешав одновременно высокие и низкие, длительные и краткие звуки в различных голосах, создаёт единую гармонию (др.-греч. ἁρμονίαν). Грамматика, смешав гласные и согласные буквы, составила из них всё [словесное] искусство. <…> Так и всё мироздание, то есть небо и землю, и весь космос в целом упорядочила единая гармония через смешение противоположнейших начал. — [Аристотель]. О мире, 395b
Такое понимание гармонии у греков получило всеобщее распространение — особенно у пифагорейцев (и неопифагорейцев). Например, в трактате «Арифметика» Никомаха из Герасы (II век н. э.):

Гармония всегда рождается из противоположностей, ведь гармония — это единение многосмешанных [сущностей] и согласие разногласных (др.-греч. Ἁρμονία δὲ πάντως ἐξ ἐναντίων γίνεται· ἔστι γὰρ ἁρμονία πολυμιγέων ἕνωσις καὶ δίχα φρονεόντων συμφρόνησις).— Nic. Arithm. II, 19
В латинской науке то же определение впервые регистрируется в «Арифметике» Боэция (около 500 года):

Всё, что состоит из противоположностей, связано некой гармонией и сложено с её помощью, ведь гармония — это единение многого и согласие разногласного (лат. Est enim armonia plurimorum adunatio et dissentientium consensio).— Boeth. Arithm. II, 32
В классической художественной литературе гармония (без самого этого слова) описывалась как concordia discors (буквально «разногласное согласие») у Горация (в «Посланиях», 23—20 годы до н. э.) и Лукана («Гражданская война», 48—65 годы н. э.):

Cum tu inter scabiem tantam et contagia lucri
Nil parvum sapias et adhuc sublimia cures:
Quae mare conpescant causae, quid temperet annum,
Stellae sponte sua iussaene vagentur et errent,
Quid premat obscurum lunae, quid proferat orbem,
Quid velit et possit rerum concordia discors,
Empedocles an Stertinium deliret acumen.— Horat. Epist. I,12

Temporis angusti mansit concordia discors

Paxque fuit non sponte ducum <…>— Lucan. Bell. civ. I, vers. 98-99
С античности гармония (без самого слова) описывалась не только как concordia discors (разногласное согласие), но и в инверсии, как discordia concors (согласное разногласие), например в «Астрономии» Марка Манилия (I век н. э.). Четыре элемента мироздания.

…faciuntque deum per quattuor artus
Et mundi struxere globum prohibentque requiri
Ultra se quicquam, cum per se cuncta crearint:
Frigida nec calidis desint aut umida siccis,
Spiritus aut solidis, sitque haec discordia concors
Quae nexus habilis et opus generabile fingit
Atque omnis partus elementa capacia reddit:
Semper erit pugna ingeniis, dubiumque manebit
Quod latet et tantum supra est hominemque deumque.— Manilius. Astronomica, I. 137-146
В эпоху Средних веков, Ренессанса и барокко гармонию продолжали описывать и тем, и другим клише — и как concordia discors, и как discordia concors. Например, на фронтисписе трактата Ф. Гафури «Труд о гармонии музыкальных инструментов» (1518 г.) автор изображён на кафедре, вещающий ученикам «древнюю истину» о гармонии, во второй (инвертированной) формулировке: Harmonia est discordia concors (цифровое факсимиле фронтисписа смотри в статье Гафури). Такая же формулировка в эпистолярии А. Банкьери «Гармонические письма» (1628 г., стр. 131) сопровождается гравюрой, призванной символически иллюстрировать приложение этого эстетического принципа к музыке (смотри цифровое факсимиле).
В преобразованной форме идея гармонии продолжила существование в новой философии у Шефтсбери, Кеплера, Джордано Бруно, Лейбница и в немецком идеализме. Педагогическим идеалом Гёте, как он выражает его в «Вильгельме Мейстере», было «воспитание гармонически свободного человечества», развитие всех ценных человеческих способностей в прекрасное равновесие. Природа была для Гёте большим организмом, в котором господствует гармония силы и границ, произвола и закона, свободы и меры, подвижного порядка, достоинств и недостатков («Метаморфоза животных», 1819 г.).

## Учение о гармонии в индийской философии
В индийском философском учении санкхьи признаётся два изначальных источника мироздания: пуруша (дух) и пракрити (материя). Под влиянием пуруши из пракрити выявляются гуны (качества): саттва (нечто лёгкое, светлое, гармоничное), раджас (страстное качество, причина движения) и тамас (мрак, бездействие). При преобладании саттвы человек бесстрастен, знающ и гармоничен; саттва приносит счастье. Люди раджаса предприимчивы и страстны; раджас приносит страдание. Люди тамаса темны и апатичны.

## Гармония в музыке
Основная статья — Гармония (музыка).
Музыкальная гармония со времён античности непосредственно выводилась из общего (философско-эстетического) представления гармонии — у греков см., например, третью книгу «Гармоники» Птолемея (особенно гл.3), у латинян, например, — первую книгу фундаментального труда «Основы музыки» Боэция. Термином «гармония» (др.-греч. ἁρμονία) в платоновско-пифагорейской традиции также обозначались виды октавы как интервала, объемлющего все звуковысотные различия (отсюда оригинальное название октавы — др.-греч. διὰ πασῶν, «через все»).
В Средние века, в знаменитом трактате Псевдо-Хукбальда «Musica enchiriadis» (IX в.) «согласное различие» (diversitas concors) подаётся как фундаментальное основание музыкальной целостности тетрахорда, звуки которого объемлют всё разнообразие монодических ладов (точнее, их финалисов). Действие фундаментального принципа в том же источнике распространяется и на многоголосие «диафонии» (органума), которое определяется как «согласно-разнозвучная слаженность» (concentus concorditer dissonus). Определение музыкальной гармонии как «слаженного объединения разных голосов» (с вариантами) — ещё одно клише во многих средневековых музыкальных трактатах. Другое популярное определение музыкальной гармонии дал в VII в. Исидор Севильский: «Гармония — это соразмерное движение голоса, согласование, или слаженность, различных звуков [мелодии]». В этих определениях гармонии «разные» или «различные» не означает одновременности взятия разновысотных звуков, то есть определение музыкальной гармонии никак не связано с фактурой (с тем, сколько голосов звучит в одновременности).
Традиции экстраполяции гармонии «онтологической» на гармонию музыкальную в Европе долго держались и в последующие времена — на всём протяжении эпохи Ренессанса и (особенно) в эпоху барокко; например, в «Синопсисе новой музыки» — Иоганн Липпий, в «Универсальной музургии» — Афанасий Кирхер, в «Универсальной гармонии» — Марен Мерсенн и многие другие музыканты, философы, богословы и писатели иного рода.